# باتلر (پنسیلوانیا)
باتلر (به انگلیسی: Butler) شهری در ایالت پنسیلوانیا کشور ایالات متحده آمریکا است که جمعیت آن در سرشماری سال ۲۰۱۰ میلادی، ۱۳٬۷۵۷ نفر بوده‌است.